# Field Day
Field Day è il terzo album in studio del gruppo hardcore punk Dag Nasty pubblicato nel 1988 dalla Giant Records.

## Tracce
1. Trouble Is
2. Field Day
3. Things That Make No Sense
4. The Ambulance Song
5. Staring At The Rude Boys (Cover dei The Ruts)
6. 13 Seconds Underwater
7. La Penita
8. Dear Mrs. Touma
9. Matt
10. I've Heard
11. Under Your Influence
12. Typical
13. Here's To You
14. 16 Count
15. Never Green Lane
16. You're Mine
17. All Ages Show
18. Never
19. 12XU

## Formazione
- Peter Cortner - voce
- Brian Baker - chitarra, voce secondaria
- Doug Carrion - basso, voce secondaria
- Scott Garrett - batteria, voce secondaria